# Мій гріх — у любові до тебе
«Мій гріх — у любові до тебе» (ісп. Amarte es mi pecado) — мексиканський телесеріал 2004 року у жанрі драми, мелодрами, який створила компанія Televisa. В головних ролях — Ядіра Каррільо, Серхіо Зендель, Алессандра Росальдо, Сільвія Паскель, Алексіс Аяла, Рене Касадос.
Перша серія вийшла в ефір 5 січня 2004 року.
Серіал має 1 сезон. Завершився 95-м епізодом, який вийшов у ефір 14 травня 2004 року.
Режисер серіалу — Бенхамін Канн.
Сценарист серіалу — Ліліана Абуд, Хайме Гарсія Естрада, Орландо Меріно.
Продюсер серіалу — Ернесто Алонсо.

## Сюжет
Нора зустрічає Артуро і закохується у нього. Артуро також розуміє, що закоханий у Нору, але має їхати за кордон, де йому запропонували роботу, про яку він завжди мріяв — пілот на комерційній авіалінії. Артуро обіцяє, що повернеться, щоб одружитися з нею, Нора щаслива і таємно готується до весілля.

## Актори та ролі
| Актор               | Роль                                                                   |
| ------------------- | ---------------------------------------------------------------------- |
| Ядіра Каррільо      | Леонора «Нора» Гусман Мадригал де Орта Вда. Паласіос-Гарсія / Сандовал |
| Серхіо Зендель      | Артуро Сандовал Де Анда                                                |
| Алессандра Росальдо | Пауліна Альмазан Міранда                                               |
| Маргарита Ізабел    | Алехандра Мадригал де Орта                                             |
| Сільвія Паскель     | Ізаура Авіла вда. Гусмана                                              |
| Тіаре Сканда        | Касільда Гомес / Касільда Гусман Мадригал де Орта                      |
| Одісео Бічір        | Серхіо Саманіего                                                       |
| Алексіс Аяла        | Леонардо Муньос Де Сантьяго                                            |
| Еріка Буенфіль      | Гізела де Лопес-Монфор                                                 |
| Рене Касадос        | Хуан Карлос Орельяна                                                   |
| Офелія Гільмаїн     | Донья Ковадонга Лінарес де Альмасан                                    |
| Серхіо Рейносо      | Фелікс Паласіос-Гарсія                                                 |
| Адріана Роель       | Гертрудіс де ла Мора де Рейес                                          |
| Антоніо Медельїн    | Еріберто Рейес                                                         |
| Алехандро Ібарра    | Альфредо Де ла Мора / Альфредо Ранхель Гомес                           |
| Емілія Карранса     | Пілар Кансіно                                                          |
| Хав'єр Марк         | Еварісто Лопес-Монфор                                                  |
| Хуан Пелаес         | Кармело Кінтеро                                                        |
| Луїс Хімено         | Клементе Сандовал                                                      |
| Серхіо Рамос        | Сільверіо Альмазан                                                     |
| Аарон Ернан         | Хоакін Аркадіо                                                         |
| Грасіела Бернардос  | Бетіна Рікельме                                                        |
| Вероніка Хаспеадо   | Мірта Фернандес Дель Ара                                               |
| Сильвия Манрикез    | Ана Марія Фернандес Дель Ара                                           |
| Алонсо Ечанове      | Феліпе Фернандес Дель Ара                                              |
| Габріела Голдсміт   | Кеті де Кірога                                                         |
| Хосе Анхель Гарсія  | Хуліан Кірога                                                          |
| Джан                | Роберто Пенья                                                          |
| Маурісіо Аспе       | Рафаель Альмазан Міранда                                               |
| Алехандро Руїс      | Дієго Фернандес Дель Ара                                               |
| Дачія Аркараз       | Діана Салазар                                                          |
| Херман Гутьєррес    | Освальдо Кінтеро                                                       |
| Інгрід Марц         | Рената Кірога                                                          |
| Мануель Охеда       | Якобо Гусман                                                           |
| Бланка Герра        | Леонора Мадригал де Орта                                               |
| Роберто Баллестерос | Марчело Превіні                                                        |
| Еухеніо Кобо        | Іполіто Завала Макарія                                                 |
| Макарія             | лікар Клара Сантакруз                                                  |
| Нінон Севілья       | Донья Галія де Карідад                                                 |
| Хуліо Монтерде      | отець Хав'єр Лусіо                                                     |
| Марія Прадо         | Чоле Окампо                                                            |
| Хосефіна Ечанове    | Даміана Мендіола                                                       |
| Антоніо Мігель      | Віктор Гардуно                                                         |
| Луїс Баярдо         | Маноло Тапіа                                                           |
| Оскар Сервін        | Роке Рамос                                                             |
| Роберто Антуньєс    | Хенаро                                                                 |
| Феліпе Нахера       | Феліпе Фернандес Дель Ара                                              |
| Вірхінія Гутьєррес  | Ребека Дуарте                                                          |
| Девід Рамос         | Пепе Луїс Ресендес                                                     |
| Бібелот Мансур      | Паскуала Окампо                                                        |
| Тетяна Родрігес     | Джессіка Дель Валле                                                    |
| Вероніка Туссен     | Жасмин                                                                 |
| Оскар Ферретті      | Бальтазар Дуарте                                                       |
| Конрадо Озоріо      | Сандро                                                                 |
| Серхіо Санчес       | лікар Бермудес                                                         |
| Ірен Азуела         | терапевт                                                               |
| Естер Гільмаїн      | Мікаела Монтальво                                                      |
| Сусанна Лосано      | Джильда                                                                |
| Беатріс Монрой      | Луїза                                                                  |
| Рамон Менендес      | інженер авіації                                                        |

## Сезони
| Сезон | Епізоди | Епізоди | Оригінальний показ | Оригінальний показ | Оригінальний показ |
| Сезон | Епізоди | Епізоди | Перший показ       | Останній показ     | Мережа             |
| ----- | ------- | ------- | ------------------ | ------------------ | ------------------ |
| 1     | 95      | 95      | 5 січня 2004       | 14 травня 2004     | Televisa           |

## Інші версії
| Рік  | Країна  | Українська назва | Оригінальна назва | Кількість | Кількість | В головних ролях                                                        | Компанія          | Канал         |
| Рік  | Країна  | Українська назва | Оригінальна назва | сезонів   | серій     | В головних ролях                                                        | Компанія          | Канал         |
| ---- | ------- | ---------------- | ----------------- | --------- | --------- | ----------------------------------------------------------------------- | ----------------- | ------------- |
| 2022 | Мексика | Нічия жінка      | Mujer de nadie    | 1         | 45        | Лівія Бріто, Маркус Орнеллас, Арап Бетке, Азела Робінсон, Синтія Клітбо | TelevisaUnivision | Las Estrellas |

## Нагороди та номінації
| Рік  | Премія                  | Категорія                                | Номінант                              | Результат |
| ---- | ----------------------- | ---------------------------------------- | ------------------------------------- | --------- |
| 2004 | Premios TVyNovelas      | Найкраща теленовела                      | Ернесто Алонсо                        | Номінація |
| 2004 | Premios TVyNovelas      | Найкраща акторка                         | Ядіра Каррільо                        | Номінація |
| 2004 | Premios TVyNovelas      | Найкращий актор                          | Серхіо Зендель                        | Номінація |
| 2004 | Premios TVyNovelas      | Злодій                                   | Одісео Бічір                          | Номінація |
| 2004 | Premios TVyNovelas      | Злодійка                                 | Сільвія Паскель                       | Номінація |
| 2004 | Premios TVyNovelas      | Найкраща акторка другого плану           | Тіаре Сканда                          | Номінація |
| 2004 | Premios TVyNovelas      | Найкращий актор другого плану            | Алексіс Аяла                          | Номінація |
| 2004 | Premios TVyNovelas      | Найкраща заслужена акторка               | Маргарита Ізабел                      | Номінація |
| 2004 | Premios TVyNovelas      | Найкращий заслужений актор               | Серхіо Рамос                          | Номінація |
| 2004 | Premios TVyNovelas      | Найкраща акторка (відкриття)             | Алессандра Росальдо                   | Номінація |
| 2004 | Premios TVyNovelas      | Найкращий актор (відкриття)              | Джан                                  | Перемога  |
| 2004 | Premios TVyNovelas      | Найкраща тематична пісня                 | Рікардо Монтанер, Алессандра Росальдо | Перемога  |
| 2010 | TV Adicto Golden Awards | Найкраща оригінальна історія десятиліття | Ліліана Абуд                          | Перемога  |